# Birchwil
Birchwil är en ort i kommunen Nürensdorf i kantonen Zürich i Schweiz. Den ligger cirka 12 kilometer nordost om centrala Zürich och cirka 8,5 kilometer sydväst om Winterthur. Orten har cirka 1 678 invånare (2021).